# Йенс Гад
Йенс Гад (роден на 26 август 1966 в Мюнхен Германия) е популярен немски текстописец, продуцент и китарист.
Той е известен с това, че е продуцирал и работил върху няколко от албумите на немската ню ейдж/електронна група Енигма. Той активно се занимава с издаване на собствена продукция под името Йенс Гад Представя, записвайки собствени инструментали. Другият му проект Achillea е с насоченост към световната музика и включва различни женски вокали във всеки един от албумите, които са компилации от песни на множество езици.

## Албуми
- Contact (1986) – Fancy
- All or Nothing (1988) – Milli Vanilli
- NRG. (1989) – Q
- Love Is No Science (1989) – Münchener Freiheit
- Welcome To The Soul Asylum (1991) – Angel X
- The Cross of Changes (1993) – Енигма
- Sliver: Music from the Motion Picture (1993) – Enigma / BSO
- Fading Shades (1995) – Сандра Крету
- The Energy of Sound (1998) – Trance Atlantic Air Waves
- Snowin' Under My Skin (1999) – Андрю Доналдс
- My Favourites (1999) – Сандра Крету
- The Screen Behind the Mirror (2000) – Енигма
- Freiheit Die Ich Meine (2000) – Münchener Freiheit
- Let's Talk About It (2001) – Андрю Доналдс
- Love Sensuality Devotion: The Greatest Hits (2001) – Енигма
- Love Sensuality Devotion: The Remix Collection (2001) – Енигма
- The Wheel of Time (2002) – Сандра Крету
- Zeitmaschine (2003) – Münchener Freiheit
- Voyageur (2003) – Енигма
- Secrets of Seduction (2005) – издаден под името Enigmatic Obsession
- The Nine Worlds (2005) – издаден под името Achillea
- Le Spa Sonique (2006) – издаден под името Jens Gad Presents
- Amadas Estrellas (2007) – издаден под името Achillea
- The Art Of Love (2007) – Сандра Крету